# Curling ai IV Giochi olimpici giovanili invernali
I tornei di curling dei IV Giochi olimpici giovanili invernali si sono svolte al Centro curling di Gangneung, in Corea del Sud, dal 20 gennaio al 1 febbraio 2024.

## Podi
| Evento           | Oro                                                             | Argento                                                                | Bronzo                                                             |
| Torneo a squadre | Gran Bretagna Logan Carson Tia Laurie Archie Hyslop Holly Burke | Danimarca Jacob Schmidt Katrine Schmidt Nikki Jensen Emilie Holtermann | Svizzera Nathan Dryburgh Alissa Rudolf Livio Ernst Jana Soltermann |
| Doppio misto     | Gran Bretagna Callie Soutar Ethan Brewster                      | Danimarca Jacob Schmidt Katrine Schmidt                                | Stati Uniti Ella Wendling Benji Paral                              |